# ビューティーパーラー
ビューティーパーラー (Beauty Parlour) はフランスの競走馬である。おもな勝ち鞍は2012年のプール・デッセ・デ・プーリッシュ（フランス1000ギニー）、グロット賞。ディープインパクト産駒として初の日本国外重賞およびG1制覇を達成した。

## 経歴

### 誕生
本馬の母・Bastetは白老ファームに預けられ、2007年、2008年と2年連続でディープインパクトとの交配が行われた。2度目の交配の後にBastetはイギリスへ輸出され、そこで本馬を出産した。

### 2歳（2011年）
フランスのエリー・ルルーシュ調教師に管理されることになった本馬は、サンクルー競馬場の芝1600mのアレダムール賞（未出走戦）でクリストフ・スミヨン鞍上でデビューし、後続を8馬身引き離し圧勝。次走のエスメラルダ賞（一般戦）でも3馬身半差の勝利で2連勝を飾った。

### 3歳（2012年）から4歳（2013年）
この年の初戦は、G3のグロット賞に出走した。このレースでも4馬身半をつけ勝利、ディープインパクト産駒初の海外重賞制覇を成し遂げた。続くプール・デッセ・デ・プーリッシュでも1番人気に推された本馬は、後続に1馬身差をつけデビューから4連勝でG1初勝利を達成、同時にディープインパクト産駒初の海外G1制覇も達成した。次走のディアヌ賞（フランスオークス）は道中3番手追走から直線入り口で早々と先頭に立つも、ただ1頭伸びたヴァリラに残り100mでかわされ3/4馬身差の2着に敗れた。ルルーシュ調教師は「能力のあるペースメーカーを用意できなかった」とした。
7月には、イギリスのヘンリー・セシル厩舎へと移籍した。移籍後初出走となったサンチャリオットステークスでは、スタートで他馬2頭に挟まれる不利もあり、道中は中団後方からレースを進めるもそのまま伸びず7着に終わった。
2013年5月26日のイスパーン賞6着を最後に現役を引退、繁殖牝馬となった。

### 競走成績
| 出走日      | 競馬場           | 競走名                           | 格 | 距離    | 着順 | 騎手           | 着差      | 1着（2着）馬  |
| ----------- | ---------------- | -------------------------------- | -- | ------- | ---- | -------------- | --------- | ------------- |
| 2011.09.07  | サンクルー       | アレダムール賞                   |    | 芝1600m | 1着  | C.スミヨン     | 8馬身     | (Nimbus Star) |
| 0000..09.30 | サンクルー       | エスメラルダ賞                   |    | 芝1600m | 1着  | A.クラストゥス | 3 1/2馬身 | (Sagawara)    |
| 2012.04.15  | ロンシャン       | グロット賞                       | G3 | 芝1600m | 1着  | C.スミヨン     | 4 1/2馬身 | (Woven Lace)  |
| 0000.05.13  | ロンシャン       | プール・デッセ・デ・プーリッシュ | G1 | 芝1600m | 1着  | C.スミヨン     | 1馬身     | (Up)          |
| 0000.06.17  | シャンティ       | ディアヌ賞                       | G1 | 芝2100m | 2着  | C.スミヨン     | 3/4馬身   | Valyra        |
| 0000.09.29  | ニューマーケット | サンチャリオットS                | G1 | 芝8f    | 7着  | C.スミヨン     | 8 3/4馬身 | Siyouma       |
| 2013.05.26  | ロンシャン       | イスパーン賞                     | G1 | 芝1850m | 6着  | T.クウィリー   | -         | Maxios        |

## 産駒一覧
2番仔のBlowout（ブローアウト）が2021年のファーストレディステークスを優勝している。
|       | 生年   | 馬名            | 性   | 父      | 管理調教師         | 戦績    |
| ----- | ------ | --------------- | ---- | ------- | ------------------ | ------- |
| 初仔  | 2015年 | Being There     | セン | Dubawi  | Satish Seemar      | 7戦1勝  |
| 2番仔 | 2016年 | Blowout         | 牝   | Dansili | Chad Brown         | 14戦5勝 |
| 3番仔 | 2017年 | Edge Of Victory | 牡   | Kingman | Jean-Claude Rouget | 4戦1勝  |
| 4番仔 | 2020年 | French Bob      | 牝   | Galileo | Jean-Claude Rouget | 5戦1勝  |

## 血統表
| ビューティーパーラーの血統      | ビューティーパーラーの血統                           | ビューティーパーラーの血統 | （血統表の出典）          | （血統表の出典） |
| 父系                            | サンデーサイレンス系                                 | サンデーサイレンス系       | サンデーサイレンス系      | [ § 2 ]          |
| 父 ディープインパクト 2002 鹿毛 | 父の父*サンデーサイレンス Sunday Silence 1986 青鹿毛 | Halo                       | Hail to Reason            | Hail to Reason   |
| 父 ディープインパクト 2002 鹿毛 | 父の父*サンデーサイレンス Sunday Silence 1986 青鹿毛 | Halo                       | Cosmah                    |                  |
| 父 ディープインパクト 2002 鹿毛 | 父の父*サンデーサイレンス Sunday Silence 1986 青鹿毛 | Wishing Well               | Understanding             | Understanding    |
| 父 ディープインパクト 2002 鹿毛 | 父の父*サンデーサイレンス Sunday Silence 1986 青鹿毛 | Wishing Well               | Mountain Flower           |                  |
| 父 ディープインパクト 2002 鹿毛 | 父の母*ウインドインハーヘア 1991 鹿毛                | Alzao                      | Lyphard                   | Lyphard          |
| 父 ディープインパクト 2002 鹿毛 | 父の母*ウインドインハーヘア 1991 鹿毛                | Alzao                      | Lady Rebecca              |                  |
| 父 ディープインパクト 2002 鹿毛 | 父の母*ウインドインハーヘア 1991 鹿毛                | Burghclere                 | Busted                    | Busted           |
| 父 ディープインパクト 2002 鹿毛 | 父の母*ウインドインハーヘア 1991 鹿毛                | Burghclere                 | Highclere                 |                  |
| 母 Bastet 2002 鹿毛             | 母の父Giant's Causeway 1997 栗毛                     | Storm Cat                  | Storm Bird                | Storm Bird       |
| 母 Bastet 2002 鹿毛             | 母の父Giant's Causeway 1997 栗毛                     | Storm Cat                  | Terlingua                 |                  |
| 母 Bastet 2002 鹿毛             | 母の父Giant's Causeway 1997 栗毛                     | Mariah's Storm             | Rahy                      | Rahy             |
| 母 Bastet 2002 鹿毛             | 母の父Giant's Causeway 1997 栗毛                     | Mariah's Storm             | Immense                   |                  |
| 母 Bastet 2002 鹿毛             | 母の母Benediction 1985 鹿毛                          | Day Is Done                | *アーテイアス             | *アーテイアス    |
| 母 Bastet 2002 鹿毛             | 母の母Benediction 1985 鹿毛                          | Day Is Done                | Headin' Home              |                  |
| 母 Bastet 2002 鹿毛             | 母の母Benediction 1985 鹿毛                          | Cathedra                   | *ソーブレスド             | *ソーブレスド    |
| 母 Bastet 2002 鹿毛             | 母の母Benediction 1985 鹿毛                          | Cathedra                   | Beau Darling              |                  |
| 母系(F-No.)                     | (FN:6-e)                                             | (FN:6-e)                   | (FN:6-e)                  | [ § 3 ]          |
| 5代内の近親交配                 | Northern Dancer 5×5=6.25%                            | Northern Dancer 5×5=6.25%  | Northern Dancer 5×5=6.25% | [ § 4 ]          |
| 出典                            | 1. 2. 3. 4.                                          | 1. 2. 3. 4.                | 1. 2. 3. 4.               | 1. 2. 3. 4.      |

- 全兄Barocci [注 1]はオムニウム2世賞（Listed）勝ち馬。
- 2代母Benedictionの産駒に、オセアニアのG1を7勝したマイトアンドパワー (Might and Power) 、G3勝ち馬のマターオブオナー (Matter of Honour) 。
- Benedictionの孫に、香港G1を2勝したラッキーオーナーズ (Lucky Owners) 、曾孫にオセアニアG1を4勝したモシーン (Mosheen)